# Kurt Gimmi
Kurt Gimmi (Zürich, 13 januari 1936 - aldaar, 29 maart 2003) was een Zwitsers wielrenner.
Hij was prof van 1958 tot 1964 en vooral succesvol in de Zwitserse Alpen. In 1960 won hij echter een zware Pyreneeënrit in de Ronde van Frankrijk na een lange solo.

## Belangrijkste resultaten
1959
- 1e etappe 1b Ronde van Romandië
- 1e Ronde van Romandië
- 1e etappe 3a Ronde van Zwitserland

1960
- 1e etappe 11 Ronde van Frankrijk 1960
- 2e Ronde van Zwitserland

1961
- 1e etappe 5 Ronde van Zwitserland

1962
- 4e Ronde van Zwitserland

1963
- 1e etappe 5 Ronde van Zwitserland

## Resultaten in voornaamste wedstrijden
| Jaar | Ronde van Italië | Ronde van Frankrijk | Ronde van Spanje |
| ---- | ---------------- | ------------------- | ---------------- |
| 1959 | opgave           |                     |                  |
| 1960 |                  | 22e (1)             |                  |
| 1961 | opgave           | opgave              |                  |
| 1962 | opgave           |                     |                  |
| 1963 |                  | opgave              |                  |

| Jaar |  | WK op de weg |
| ---- |  | ------------ |
| 1959 |  |              |
| 1960 |  | 32e          |
| 1961 |  | 20e          |
| 1962 |  | 18e          |
| 1963 |  |              |